# 潮見
潮見（日语：／ Shiomi */?）是東京都江東區的地名。設一丁目與二丁目。2013年8月1日為止的人口有6,085人。郵遞區號為135-0052。

## 地理
位於東京都江東區南部，屬深川地域。北鄰鹽濱，東接新砂，南連辰巳，西通枝川。町域全體為人工島，北邊有汐見運河，西邊有曙北運河，南邊有砂町運河，東邊有東雲北運河。地區中部有JR京葉線通過。

## 歷史
此地的前身是昭和42年竣工的「深川區深川枝川町地先第8號埋立地」。
1967年（昭和42年）左右，此地是海運相關的倉庫、鐵工廠、造船廠，清潔業務企業等聚集的準工業地區，1990年3月10日京葉線的新木場〜東京通車，潮見站的開業讓此地的集合住宅開發快速進展。

### 地名由來
因此地散發海潮香而得名。

## 交通

### 鐵路
- 東日本旅客鐵道
  - 京葉線：潮見站

### 巴士
- 東京都交通局（都營巴士）
  - 潮見駅前巴士站（站前圓環內）
    - 木11乙:東陽町站前
    - 江東01（江東區社區巴士「潮風」）:枝川、木場站方向（木場線），辰巳站、辰巳團地方向（辰巳線）

  - 潮見一丁目巴士站
    - 錦13乙:錦糸町站
    - 錦13乙:深川車庫

  - 潮見二丁目巴士站
    - 江東01（江東區社區巴士「潮風」）:枝川、木場站方向（木場線），辰巳站、辰巳團地方向（辰巳線）

  - 深川曉橋南巴士站
    - 江東01（江東區社區巴士「潮風」）:枝川、木場站方向（木場線）

  - 潮見一丁目公寓前巴士站
    - 江東01（江東區社區巴士「潮風」）:辰巳站、辰巳團地方向（辰巳線）

### 道路、橋梁
道路
- 首都高速道路
  - 9號深川線
- 都道
  - 東京都道319號環狀三號線（三目通）

橋梁
- 曙北運河
  - 砂潮橋
- 砂町運河
  - 京葉線橋梁
  - 漣橋
  - 七枝橋
- 東雲北運河
  - 京葉線橋梁
  - 曉橋
  - 八枝橋

## 設施

### 大型商業設施
- 丸悅潮見店
- 山田電機Tech Land New江東潮見店
- 三陽G&B OUTLET潮見店

### 事業所
- 江東潮見郵便局
- 久米設計
- 西濃運輸東京支店

### 其他設施
- 潮見運動公園
- 日本天主教會館、天主教潮見教會 － 天主教中央協議會
- 時代租車潮見站前店
- Assist潮見營業所
- 阿帕酒店東京潮見站前

## 備註
1. ↑  江東区の世帯と人口（住民基本台帳による） 区民部区民課 平成25年8月1日現在[永久]
2. ↑  江東區の地名由来-江東區地域振興部文化観光課文化財係 的存檔，存档日期2013-07-19.，2012年5月30日閲覧。

## 外部連結
- 江東區官方網站 （页面存档备份，存于）